# 李店乡 (通渭县)
李店乡，是中国甘肃省定西市通渭县下辖的一个乡镇级行政单位。

## 行政区划
李店乡共辖以下地区：
常坪村、刘岔村、尚岔村、崔河村、三坪村、三湾村、坪合村、李店村、姚川村、郭坪村、祁咀村、老庄村。